# Kerk van Apelern
De protestantse Kerk van Apelern is een monumentaal godshuis in de Nedersaksische plaats Apelern.

## Geschiedenis
Apelern was in de vroege middeleeuwen de zetel van het aartsdiakonaat voor het Bukkigouw van het bisdom Minden. De tweeschepige en drie traveeën tellende gotische hallenkerk gaat terug op een romaans bouwwerk uit 1162, dat door de eeuwen heen verbouwd en vergroot werd. De toren uit de 13e eeuw wekt door zijn massiviteit de indruk van een weertoren en bood bij gevaar bescherming aan de plaatselijke bevolking. De basis ervan behoort tot de oudste delen van de kerk. In de gotische tijd werd het kerkschip langer gemaakt. Daarbij werden drie romaanse zuilen zo in de middenas opgesteld, dat een tweeschepige binnenruimte ontstond die tot op de dag van vandaag nog altijd bewaard bleef. 
Het grafmonument van de familie Van Münchhausen in de toren is rijk versierd met vroegbarokke ornamenten en wapens.     

## Interieur
- Aan de zuidelijke en oostelijke muur van het koor bevinden zich muurschilderingen uit de 14e eeuw. Van de twaalf apostelen in het koor bleven slechts resten aan de oostelijke muur bewaard, dankzij het feit dat zich hier 200 jaar lang een orgelgalerij bevond. Links van het raam zijn Andreas en Petrus en rechts Paulus en (ten dele herkenbaar) Johannes te zien. Onder de voorstelling van Andreas is in de muur een sacramentsnis uit de gotische tijd ingebracht. Aan de zuidelijke muur bevindt zich een kleurrijk hoog raam uit 1889 met een kruisigingsgroep.
- Rechts naast het raam met de kruisigingsgroep is een epitaaf voor pastoor Conrad Mensching (1577-1603) aangebracht.
- In de kerk staan op een sokkel de twee beelden van Adam en Eva uit de 14e eeuw.
- Het in 1962 opengebroken oostelijke raam werd door Michael Breig uit Hannover ontworpen en stelt de Boom des Levens voor.
- De renaissance kansel aan de zuidelijke muur dateert uit 1600.
- De rijk versierde messing kroonluchter uit het jaar 1698 werd geschonken door de familie Möhling uit Apelern.
- Het in de vloer verzonken doopvont stamt uit 1579 en werd geschonken door de familie Van Münchhausen. Het gebeitelde Nederduitse inschrift op de bovenste rand betreft het begin van de verhandeling over het sacrament van de doop uit de Kleine Catechismus van Luther.
- De ramen zijn 16e-eeuws.
- In de torenhal, die pas sinds een eeuw bij de eigenlijke kerk werd betrokken, bevindt zich de herdenkingsplaats voor de gevallen in de oorlogen 1870-1871, 1914-1918 en 1939-1945.
- De gids Wege in die Romanik roemt met name de twee romaanse teerlingkapitelen met de voor het midden van de 12e eeuw typerende palmettendecoratie.[1]

## Orgel
Het orgel in de kerk werd gebouwd door de orgelbouwfirma Schmidt & Thiemann. Het instrument bezit 24 registers verdeeld over twee manualen en pedaal. De speel- en registertracturen zijn mechanisch.